# WBSC Океания
WBSC (Всемирная конфедерация бейсбола и софтбола) Океания (англ. WBSC (World Baseball Softball Confederation) Oceania) — управляющая бейсболом и софтболом Австралии и Океании структура, объединяющая 20 национальных ассоциаций из 13 стран. Представляет Всемирную конфедерацию бейсбола и софтбола (WBSC) в странах Австралии и Океании. Образована в 2017 году путём объединения Конфедерации бейсбола Океании и Конфедерации софтбола Океании.

## История
В октябре 2017 на совместном Конгрессе Конфедераций бейсбола и софтбола Океании провозглашено объединение этих двух Конфедераций в единую организацию — WBSC Океания.

## Структура WBSC Океания
Высшим органом WBSC Океания является Конгресс, проводящийся раз в год. В работе Конгресса приглашаются  принять участие все национальные федерации, являющиеся членами WBSC Океания.
Для решения задач, поставленных Конгрессом перед WBSC Океания, а также уставных требований, делегаты Конгресса избирают Исполнительный комитет, который проводит в жизнь решения Конгресса, а также организовывает повседневную деятельность WBSC Океания. Руководит его работой Президент WBSC Океания, избираемый Конгрессом. Кроме президента в состав Совета также входят два вице-президента, генеральный секретарь и 4 члена.

### Руководство WBSC Океания
- Роберт Стеффи — президент WBSC Океания
- Воган Вайбер — вице-президент WBSC Океания (бейсбол)
- Рекс Кэпил — вице-президент WBSC Океания (софтбол)
- Чет Грэй — генеральный секретарь

## Официальные соревнования
В рамках своей деятельности WBSC Океания отвечает за проведение следующих турниров:

### Бейсбол
- Бейсбольные турниры Тихоокеанских игр (проводились до 2011 года)
- Чемпионаты Океании среди мужских сборных (проводились до 2007 года).
- Чемпионаты Океании среди мужских молодёжных команд (возраст участников до 23 лет)
- Чемпионаты Океании среди юниоров (возраст участников до 18 лет)
- Чемпионаты Океании среди кадетов (возраст участников до 15 лет)

### Софтбол
- Софтбольные турниры Тихоокеанских игр (проводились нерегулярно — до 2007 среди мужчин и до 2015 среди женщин)
- Чемпионаты Океании среди мужских и женских национальных сборных
- Чемпионаты Океании среди девушек (возраст участниц до 18 лет)

## Члены WBSC Океания
В скобках после названия страны указана национальная ассоциация или ассоциации этой страны, являющиеся членами WBSC: бс — объединённая бейсбольно-софтбольная, б — бейсбольная, с — софтбольная.
| - Австралия (б, с) - Американское Самоа (б, с) - Гуам (б, с) - Маршалловы Острова (бс) - Новая Зеландия (б, с) - Новая Каледония (бс) - Палау (б, с) | - Папуа — Новая Гвинея (б, с) - Северные Марианские острова (б) - Соломоновы Острова (бс) - Тонга (бс) - Федеративные Штаты Микронезии (б, с) - Фиджи (бс) |